# Sharon Colyear
Sharon Colyear (verheiratete Danville; * 22. April 1955 in Manchester; † 2024) war eine ehemalige britische Sprinterin und Hürdenläuferin.
1974 schied sie bei den Europameisterschaften in Rom über 200 Meter im Halbfinale aus.
Bei den Olympischen Spielen 1976 in Montreal erreichte sie über 100 Meter das Viertelfinale und über 100 Meter Hürden das Halbfinale. In der 4-mal-100-Meter-Staffel kam sie mit der britischen Mannschaft auf den achten Platz.
1977 wurde sie bei den Halleneuropameisterschaften in San Sebastián Sechste über 60 Meter. Im Jahr darauf gewann sie für England startend bei den Commonwealth Games 1978 in Edmonton Bronze über 100 Meter Hürden und Gold in der 4-mal-100-Meter-Staffel. Bei den Europameisterschaften in Prag schied sie über 100 Meter Hürden im Halbfinale aus und gewann Silber mit der britischen 4-mal-100-Meter-Stafette.
Bei den Olympischen Spielen 1984 in Los Angeles gelangte sie über 100 Meter Hürden ins Halbfinale.
1976 und 1978 wurde sie Englische Meisterin über 100 Meter Hürden und 1971 über 200 Meter Hürden. 1974 wurde sie Englische Hallenmeisterin über 400 Meter und 1979 im Weitsprung.

## Persönliche Bestleistungen
- 60 m (Halle): 7,34 s, 9. Februar 1977, Genua
- 100 m: 11,35 s, 20. August 1977, London (handgestoppt: 11,2 s, 25. Juni 1977, Tel Aviv)
- 200 m: 23,40 s, 9. September 1977, London (handgestoppt: 23,3 s, 30. Juni 1974, Warschau)
  - Halle: 24,0 s, 28. Februar 1981, Boston
- 400 m: 55,4 s, 1971
  - Halle: 55,1 s, 1981
- 60 m Hürden (Halle): 8,21 s, 13. März 1981, Pocatello
- 100 m Hürden: 13,11 s, 22. Juni 1976, Bydgoszcz
- 200 m Hürden: 26,68 s, 16. Juli 1971, London
- 400 m Hürden: 57,55 s, 8. Mai 1981, State College
- Weitsprung: 6,44 m, 15. Juni 1977, Berlin
  - Halle: 6,15 m, 13. Januar 1979, Cosford